# José Ángel Iribar
José Ángel Iribar Kortajarena (ur. 1 marca 1943 w Zarauz) – hiszpański piłkarz, bramkarz, długoletni zawodnik Athleticu Bilbao.
Z pochodzenia Bask. Całą seniorską karierę spędził w Athletic, grał w tym klubie w latach 1962–1980. Dwukrotnie sięgał po Puchar Hiszpanii (1969, 1973). W 1970 zdobył Trofeo Zamora. W 1977 dotarł z zespołem do finałów Pucharu UEFA. W reprezentacji Hiszpanii zagrał 49 razy. Debiutował 11 marca 1964 w meczu z Irlandią, ostatni raz zagrał w 1976. W 1964 znajdował się wśród triumfatorów ME 64. Grał na mistrzostwach świata w 1966.